# Körniger Rinderdungbecherling
Der Körnige Rinderdungbecherling (Cheilymenia granulata, auch Coprobia granulata und Ascophanus granulatus) ist ein Schlauchpilz, der häufig auf Kuhfladen zu finden ist.

## Merkmale
Die Fruchtkörper sind bis zu 4 mm groß, dick und sitzen stiellos auf dem Substrat. Sie haben eine orangegelbliche Farbe, die sich beim Trocknen satt orange-rot verfärbt. Die Fruchtschicht erscheint in reifem Zustand durch herausragende Schlauchspitzen körnig rau. Die Außenseite und Randzone des Becherlings sind von kleiig-körniger Konsistenz. Die elliptischen Sporen sind 13-16x6-7,5 µm groß, glatt und besitzen keinen Tropfen. Die kurzstieligen Asci sind achtsporig und haben eine Größe von 180-210x10-12 µm.

## Vorkommen und Verwechslungsmöglichkeiten
Der Körnige Rinderdungbecherling kann überall auftreten, wo Kuhfladen zu finden sind. Ähnliche Becherlinge der Gattung Cheilymenia unterscheiden sich durch deutliche Behaarung.